# Edward Joris

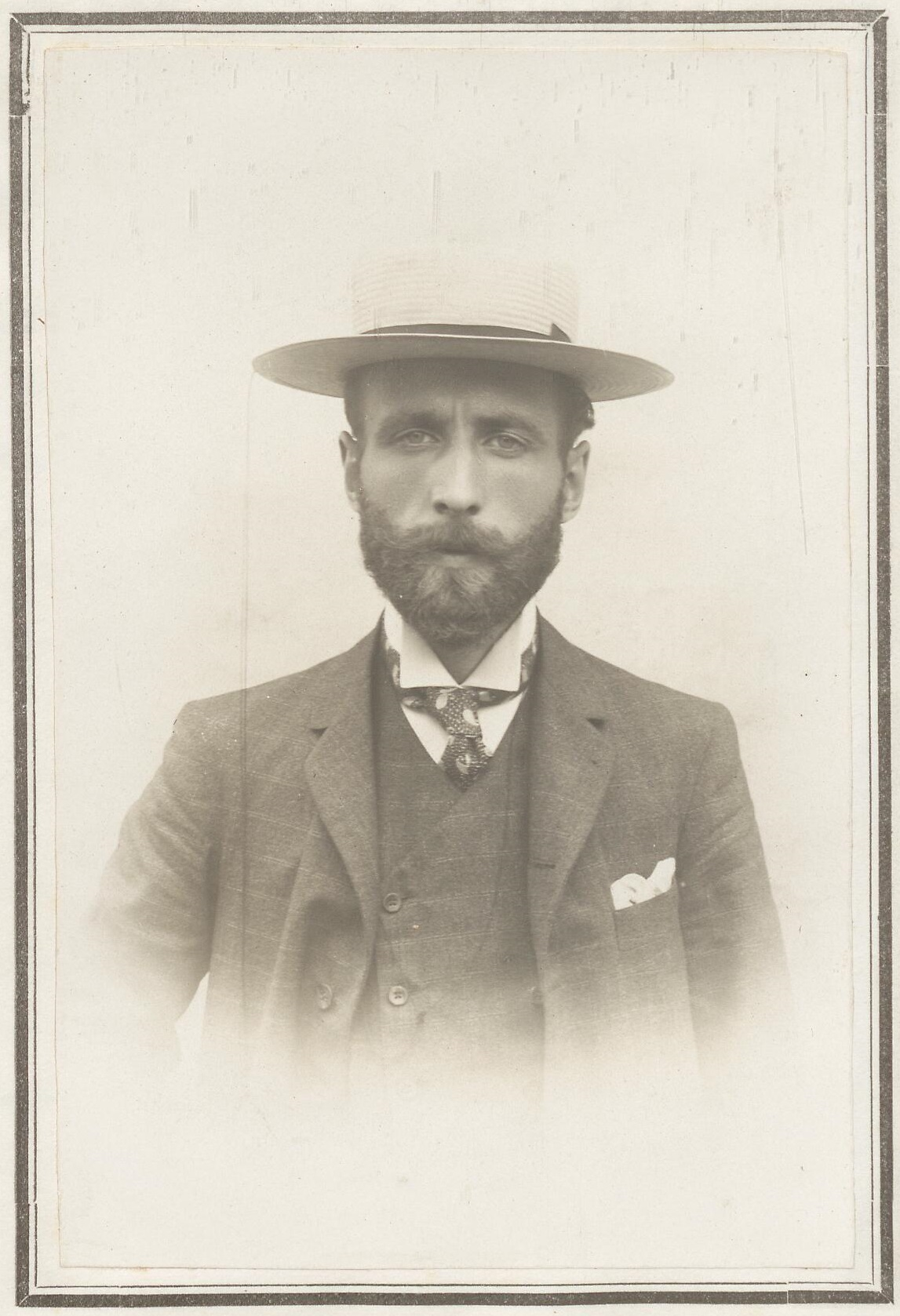
Edward Joris in 1905

Edward Joris (Antwerpen, 1876 – 1957) was een Belgisch anarchist.

## Levensloop
Hij was enig kind, op jonge leeftijd stierf zijn vader en op zijn dertiende verliet hij de schoolbanken.
In 1896 kwam hij in contact met Victor Resseler, oprichter van het anarchistische tijdschrift De Ontwaking. Zelf was hij werkzaam in de Antwerpse haven. In 1901 verhuisde Joris naar Istanbul, een jaar later voegde zijn latere echtgenote Anna Nellens zich daar bij hem en traden ze in het huwelijk. Joris ging aan de slag bij de scheepvaartmaatschappij Deutsche Levante Linie, maar verliet het bedrijf na onenigheid met zijn werkgever voor het eveneens Duitse bedrijf Singer. Ondertussen schreef hij de artikelenreeks In't Morgenland voor De Ontwaking, waarin hij onder andere zijn steun betuigde voor de Armeense Dasjnaks en melding maakte van de Armeense genocide. In de periode dat hij voor Singer werkte kwam hij tevens in contact met Vramchabou Kindirian, die lid was van de Armeense Revolutionaire Federatie.  
Op vrijdag 21 juli 1905 was hij betrokken bij een aanslag op sultan Abdülhamit II toen deze de Yıldız Hamidiye-moskee te Istanbul verliet. Bij de aanslag met een tijdbom met 80 kilo melaniet vielen 26 doden en 58 gewonden, voornamelijk koetsiers en soldaten. Tevens werden 55 paarden gedood. Hij gold als hoofdverdachte in deze aanslag, die door de Armeense Revolutionaire Federatie op touw was gezet. Hoewel hij niet aan de aanslag zelf had deelgenomen, speelde hij een cruciale rol in de voorbereiding ervan. Zo was hij verantwoordelijk voor de opslag van de explosieven en de import van een speciaal ontworpen koets uit Wenen.
Een week na de mislukte aanslag werd hij opgepakt. Vier maanden later, in december van datzelfde jaar, werd hij – samen met drie Armeniërs – veroordeeld tot de doodstraf. Aanvankelijk kreeg Joris enkel steun uit anarchistische en socialistische hoek. Zij oefenden druk uit op toenmalig minister van Buitenlandse zaken Paul de Favereau voor de uitlevering van Joris. Later kwamen duizenden mensen in Antwerpen en Brussel de straat op om de uitlevering te eisen van Joris op basis van de capitulatie-overeenkomsten met het Ottomaanse Rijk (deze hielden in dat vreemdelingen in het Ottomaanse Rijk berecht dienden te worden door hun eigen ambassades). Deze roep werd gesteund door verschillende Franse en Duitse auteurs, diplomaten en politici. Tijdens zijn opsluiting verbleef hij in de gevangenis van Beşiktaş. Van daaruit schreef hij brieven aan zijn vriend Victor Resseler, waarop later Dynamiet voor de Sultan werd gebaseerd. Twee jaar later – op 23 december 1907 – werd Joris alsnog gepardonneerd door de sultan en vrijgelaten, nadat hij verklaard had de sultan nooit meer te zullen aanvallen, noch schriftelijk, noch met daden.
Joris keerde terug naar België terug en nam in 1910 de boekhandel 't Kersouwken van Resseler over. Tijdens de Eerste Wereldoorlog begaf hij zich in het activisme rond de socialist Jef Van Extergem. Vanaf juni 1917 gaf hij het Antwerpse weekblad De Nieuwe Tijd uit, dat voor zijn Duitsgezinde propaganda werd beloond met financiële steun van de bezetter. Na de Duitse nederlaag maakte hij zich tijdig uit de voeten naar Amsterdam. Zijn veroordeling bij verstek kwam in 1929 te vervallen door de Uitdovingswet, zodat hij naar België kon terugkeren.